# Alkimos (Genosse des Achilleus)
Alkimos (altgriechisch Ἄλκιμος Álkimos) ist eine Person der griechischen Mythologie.
Alkimos war einer der Myrmidonen, die Achilleus in den Trojanischen Krieg begleiteten. Nach dem Tod des Patroklos war er neben Automedon der Wagenlenker und Kampfgenosse des Achilleus.
In Scholien zur Ilias wird er mit Alkimedon gleichgesetzt, der als Anführer der Myrmidonen am Trojanischen Krieg teilnimmt.